# Вікліно
Вікліно (пол. Wiklino) — село в Польщі, у гміні Слупськ Слупського повіту Поморського воєводства.
Населення — 257 осіб (2011).
У 1975-1998 роках село належало до Слупського воєводства.

## Демографія
Демографічна структура станом на 31 березня 2011 року:
|          | Загалом | Допрацездатний вік | Працездатний вік | Постпрацездатний вік |
| -------- | ------- | ------------------ | ---------------- | -------------------- |
| Чоловіки | 131     | 29                 | 92               | 10                   |
| Жінки    | 126     | 27                 | 82               | 17                   |
| Разом    | 257     | 56                 | 174              | 27                   |